# 古我知史
古我 知史（こが さとし、1959年（昭和34年）3月9日 - ）は、日本の実業家、経営者、ベンチャーキャピタリスト。京都大学産学官連携本部フェロー、広島県立大学大学院客員教授。龍谷大学経済学部客員教授。

## 人物
早稲田大学政経学部政治学科卒業後、モンサント、シティバンク、マッキンゼー・アンド・カンパニーなどを経てウィルキャピタルマネジメント株式会社を設立、代表取締役社長を務める。
自身でも二度のスタートアップベンチャーに挑戦して撤退を経験する。70社以上の起業、事業開発や投資育成の現場に直接参画するなどベンチャー経営面の実績が豊富である。アニコムホールディングス株式会社、株式会社エアトリ、株式会社フィル・カンパニーなどのスタートアップ時の最初の投資家。
九州大学大学院客員教授、FBN（ファミリービジネスネットワーク）ジャパン理事長、一般社団法人衛星放送協会外部理事などを歴任。
橋下徹が大阪市長時代に進めていた大阪都構想に参加。大阪府市統合本部特別参与として、経済部門を担当している。

## 役職
- アリストテレスパートナーズ株式会社代表取締役
- 株式会社セルム非常勤取締役
- 株式会社Too社外取締役
- 株式会社インバウンドプラットフォーム社外取締役
- 一般社団法人 日本生物科学研究所評議員
- 龍谷大学経済学部客員教授
- 京都大学産学官連携連携本部フェロー
- 広島県立大学客員教授[4]

## 著書
- 勝つためのマーケティング入門―実践・図解早わかり 商品・価格・流通・プロモーションの考え方TSBNISBN9784886181411
- 問題をつぎつぎ解決する人の5つの口癖―問題解決できる人の行動には原則があった ISBN 978-4860630706
- 戦略の断層――その選択が企業の未来を変える ISBN 9784862760715
- アリストテレスの言葉 日高幹生と共著 TSBN9784492502150
- もう終わっている会社 - 本気の会社の改革のすすめ ISBN 9784799312551
- 着眼の技法 ISBN 9784799318034
- リーダーシップ螺旋(DNA)――企業家精神に溢れるリーダー 4つの動力(パワー)  - 2022年4月30日 発売予定 ISBN 9784771036369